# Nova Democràcia Unió Electoral
Nova Democràcia Unió Electoral (portuguès: Nova Democracia União Eleitoral) és una coalició política a Angola, fundada 18 de novembre de 2006. la coalició va ser registrada pel Tribunal Suprem el juny de 2008, de cara a les eleccions legislatives d'Angola de 2008. La major part dels constituents de la coalició havien estat prèviament afiliats a una altra coalició, Partidos da Opocição Civil. Quintino de Moreira era el president de la coalició i president del MPDA.
Els membres de la coalició eren:
- Unió Angolesa per la Pau, la Democràcia i el Desenvolupament (UAPDD)
- Aliança Nacional Independent d'Angola (ANIA)[1][2]
- Partit Social Independent d'Angola (PSIA)
- Liberal Socialist Party (PSL)
- Moviment per la Democràcia d'Angola (MPDA)
- Unió Nacional per la Democràcia (UND)

la coalició va rebre l'1,20% dels vots a les eleccions de 2008 i va obtenir dos dels 220 escons. A les eleccions legislatives d'Angola de 2012 només va obtenir el 0,23 % dels vots i no va obtenir representació parlamentària, tot i que havia rebut l'adhesió d'alguns membres del sector de Lucas Ngonda, membre del FNLA. Fou extingida per ordre judicial en 2013.